# Campsiura superba
Campsiura superba är en skalbaggsart som beskrevs av Neervoort Van De Poll 1889. Campsiura superba ingår i släktet Campsiura och familjen Cetoniidae. Inga underarter finns listade.